# Landgericht Gräfenberg
Das Landgericht Gräfenberg (bis 1810: Landgericht Neunkirchen) war ein von 1803 bis 1879 bestehendes bayerisches Landgericht älterer Ordnung mit Sitz in Gräfenberg im heutigen Landkreis Forchheim.
Im Jahr 1803 wurde im Verlauf der Verwaltungsneugliederung Bayerns das Landgericht Neunkirchen errichtet. Dieses wurde nach der Gründung des Königreichs Bayern dem Mainkreis zugeschlagen, dessen Hauptstadt Bamberg war.
Das Landgericht Neunkirchen wurde überwiegend aus Gebieten gebildet, die vor dem Reichsdeputationshauptschluss Teile des Hochstiftes Bamberg waren. Dies waren:
- vom Amt Neunkirchen: Neunkirchen am Brand, Baad, Bräuningshof, Dachstadt, Dormitz, Eberbach, Effeltrich, Erleinhof, Ermreus, Ermreuth, Etlaswind, Gaiganz, Gleisenhof, Großenbuch, Hetzles, Honigk, Igensdorf, Kleinsendelbach, Langensendelbach, Marloffstein, Mittelehrenbach, Neuenbau, Pettensiedel, Pardorf, Rötles, Schellenberg, Schlainhof, Steinbach, Unterrüsselbach und Wellucken
- vom Amt Regensberg: Regensberg, Oberehrenbach, Pommern, Stöckach und Weingarts
- vom Amt Forchheim: Ermreus, Gaiganz, Mittelehrenbach, Oberehrenbach und Ortspitz
- vom Amt Leyenfeld: Affalterthal, Egloffstein und Haselstauden
- vom Amt Wolfsberg: Geschwand
- vom Amt Ebermannstadt: Unterzaunsbach
- vom Amt Streitberg: Vogtei Hetzeldorf (Hetzeldorf), Vogtei Thuisbrunn (Thuisbrunn, Bernthal und Haidhof) und das Domainenamt Hohenschwärz (Hohenschwärz und Höfles)
- vom Spitalamt: Unterzaunsbach[1]

1810 wurde das Landgericht vergrößert und der Sitz im Oktober 1813 nach Gräfenberg verlegt. Es wurde im ehemaligen nürnbergischen Pflegeschloss (heute Baudenkmal D-4-74-132-54, Kirchplatz 6/8), zuvor entsprechend um- und ausgebaut, untergebracht.